# همراهان خوب (فیلم ۱۹۵۷)
همراهان خوب (به انگلیسی: The Good Companions) یک فیلم سینمایی موزیکال بریتانیایی محصول سال ۱۹۵۷ به کارگردانی جی. لی تامپسون و با بازی اریک پورتمن و ثورا هرد است. این فیلم بر اساس رمان ۱۹۲۹ با همین نام توسط جی. بی. پریستلی ساخته شده‌است و بازسازی نسخه فیلم همراهان خوب (فیلم ۱۹۳۳) است.